# José Maria de Yermo y Parres
José María de Yermo y Parres, S.S.C.J.P. (10. listopadu 1851 Malinalco – 20. září 1904 Puebla) byl mexický římskokatolický kněz a řeholník, zakladatel a člen kongregace Služebníků Nejsvětějšího Srdce Ježíšova a chudých. Katolická církev jej uctívá jako světce.

## Život
Narodil se dne 10. listopadu 1851 v obci Jalmolonga u města Malinalco ve státě México rodičům Manuelovi de Yermo y Soviñas a Marii Josefě Parres. Jeho otec byl šlechtic původem ze Španělska. Po smrti své matky 30. prosince 1851 jej jeho otec dal do péče své sestry Carmen. Jako dítě vyrůstal s tetou a babičkou z otcovy strany, která mu vštípila náboženské hodnoty.
V roce 1864 obdržel od císaře Maxmiliána I. čestnou medaili za své studentské úspěchy. Před odchodem do soukromých škol získal vzdělání od soukromých učitelů. V roce 1863 se setkal a navázal celoživotní přátelství s významným básníkem Juanem de Dios Pezem.
V roce 1867 odešel z domova, aby vstoupil do kongregace lazaristů a 10. listopadu 1868 složil v Toluce své řeholní sliby. Měl velkou úctu k zakladateli kongregace sv. Vincinci de Paul. Jeho představení ho poslali na studia do mateřského domu lazaristů v Paříži. Roku 1870 se vrátil do Mexika. V té době však prožil náhlou krizi svého povolání, pročež kongregaci opustil a vrátil se domů. Jeho přítel, kněz Miguel Arizmendi, mu poradil, aby pokračoval ve studiu kněžství, což mu schválil jeho strýc José Maria Diez de Sollano y Dávalos. Po absolvování příslušných studií a formace byl v katedrále Panny Marie, Matky světa v Leónu dne 24. srpna 1879 vysvěcen na kněze pro leónskou diecézi. Po svém vysvěcení se věnoval pastorační činnosti, kdy vystřídal několik působišť. Při jedné příležitosti spatřil skupinu prasat pojídat ostatky dvou opuštěných novorozenců, a tento ošklivý pohled na něj udělal hluboký dojem. Rozhodl se, že zbytek života věnuje pomoci chudým.
Dne 13. prosince 1885 otevřel „Útulek Nejsvětějšího Srdce“, aby uspokojil potřeby chudých, čímž položil základy pro novou mužskou řeholní kongregaci Služebníků Nejsvětějšího Srdce Ježíšova a chudých, jehož členové mají za cíl péči o chudé. Založil několik nemocnic a sirotčinců a také útulky pro týrané a na sklonku života spolupracoval s příslušníky národa Tarahumarů.
Zemřel dne 20. září 1904 ráno v Pueble ve stejnojmenném státě na žaludeční vřed poté, co požádal přítomné řeholní sestry, aby zazpívaly Ave Maria Stella. Jeho ostatky jsou uchovávány v mateřském domě jím založené kongregace v mexickém Pueble.

## Úcta
Jeho beatifikační proces započal dne 31. července 1981, čímž obdržel titul služebník Boží. Dne 7. září 1989 jej papež sv. Jan Pavel II. podepsáním dekretu o jeho hrdinských ctnostech prohlásil za ctihodného. Dne 26. dubna 1990 byl uznán první zázrak na jeho přímluvu, potřebný pro jeho blahořečení.
Blahořečen pak byl dne 6. května 1990 v bazilice Panny Marie Guadalupské v Ciudad de México papežem sv. Janem Pavlem II. Dne 20. prosince 1999 byl uznán druhý zázrak na jeho přímluvu, potřebný pro jeho svatořečení. Svatořečen pak byl dne 21. května 2000 na Svatopetrském náměstí papežem sv. Janem Pavlem II.
Jeho památka je připomínána 20. září. Bývá zobrazován v řeholním oděvu. Je patronem jím založené kongregace.